# Sheila Oliver
Sheila Oliver (Newark, 14 de julio de 1952- Livingston, 1 de agosto de 2023) fue una política y socióloga estadounidense. Fue Vicegobernadora de Nueva Jersey por el Partido Demócrata.

## Biografía
Estudió en Weequahic High School, la Universidad Lincoln y en la Universidad de Columbia.
Fue Vicegobernador de Nueva Jersey desde 2018, miembro de 2004 a 2018, oradora de 2010 a 2014 de la Asamblea General de Nueva Jersey, supervisó el Departamento de Asuntos Comunitarios.
Oliver falleció el 31 de julio de 2023 a los 71 años, en Livingston, Nueva Jersey.